# (13350) Gmelin
(13350) Gmelin est un astéroïde de la ceinture principale.

## Description
(13350) Gmelin est un astéroïde de la ceinture principale. Il fut découvert le 20 septembre 1998 à La Silla par Eric Walter Elst. Il présente une orbite caractérisée par un demi-grand axe de 3,21 UA, une excentricité de 0,07 et une inclinaison de 9,2° par rapport à l'écliptique.

## Compléments